# Eldridge (Alabama)
Eldridge ist ein Ort im Walker County, Alabama, USA. Die Gesamtfläche des Ortes beträgt 1,8 km². 2020 hatte Eldridge 136 Einwohner.

## Demographie
Bei der Volkszählung aus dem Jahr 2000 hatte Eldridge 184 Einwohner, die sich auf 69 Haushalte und 52 Familien verteilten. Die Bevölkerungsdichte betrug somit 101,5 Einwohner/km². 95,65 % der Bevölkerung waren weiß, 4,35 % afroamerikanisch. In 21,7 % der Haushalte lebten Kinder unter 18 Jahren. Das Durchschnittseinkommen betrug 30.250 US-Dollar pro Haushalt, wobei 13,6 % der Bevölkerung unterhalb der Armutsgrenze lebten.